# Jean-Pierre Ohl
Pour les articles homonymes, voir OHL.
Œuvres principales
Le Chemin du diable, Monsieur Dick ou le dixième livre
Jean-Pierre Ohl, né en 1959, est un écrivain français. 

## Biographie
Jean-Pierre Ohl est originaire d'Onesse-Laharie, un petit village au cœur de la forêt landaise.  
Après des études littéraires, il devient libraire en 1986 et fait carrière dans des librairies indépendantes. Il est également formateur à l'IUT Métiers du livre de Bordeaux. 
Son premier roman Monsieur Dick ou Le dixième livre paraît en 2004 et est aussitôt remarqué par la critique. Ses romans suivants constituent hommage aux grands classiques de l’aventure avec Les Maîtres de Glenmarkie ou au roman gothique avec Le Chemin du diable.
Grâce à son frère écrivain Michel Ohl, il découvre Dickens qui aura une grande influence sur ses livres et auquel il consacre une biographie en 2011. Le journaliste François Angelier dira : "Jean-Pierre Ohl marche à Dickens comme les rois mages à l'étoile, confiant et ébloui".

## Œuvres
- Monsieur Dick ou Le Dixième Livre, Paris, Éditions Gallimard, 2004, 280 p.  (ISBN 2-07-077099-0), réédition Petite Vermillon, La Table ronde, 2017[4],[5],[6]

- Prix Emmanuel-Roblès 2005
- Prix Michel-Dard 2005
- Les Maîtres de Glenmarkie, Paris, Éditions Gallimard, 2008, 360 p.  (ISBN 978-2-07-012147-2)[7]
- Charles Dickens, Paris, Éditions Gallimard, coll. « Folio. Biographies », 2011, 305 p.  (ISBN 978-2-07-043905-8)[8]
- Redrum, Talence, France, Éditions de l’Arbre vengeur, 2012, 242 p.  (ISBN 978-2-916141-90-9), réédition "Folio SF", éditions Gallimard, 2019[9]
- Le Chemin du diable, Paris, Éditions Gallimard, 2017, 384 p.  (ISBN 978-2-07-269776-0)
- Les Brontë, Paris, Éditions Gallimard, coll. "Folio. Biographies.", 2019, 320 p.  (ISBN 978-2-07-269397-7)
- Le Lectueur, Bordeaux, Éditions de l’Arbre vengeur, mai 2022, 330 p.,  (ISBN 978-2-37941-190-8)